# Zwartkeelwinterkoning
De zwartkeelwinterkoning (Pheugopedius atrogularis; synoniem: Thryothorus atrogularis) is een zangvogel uit de familie Troglodytidae (winterkoningen).

## Verspreiding en leefgebied
Deze soort komt voor van Nicaragua tot Panama.